# SVNManager
SVNManager — веб-приложение с открытым кодом, написанное на языке PHP и представляющее собой веб-интерфейс для администрирования и конфигурирования хранилищ Subversion.
Позволяет пользователю создавать и управлять проектами без использования командной строки клиента Subversion. SVNManager предоставляет простой, быстрый и мощный механизм управления правами доступа к репозиторию.
Возможности:
- Создавать, удалять, делать и восстанавливать дампы репозиториев,
- Управлять пользовательскими аккаунтами для доступа к репозиториям,
- Управлять группами
- Приглашать пользователей по электронной почте, чтобы они могли создать аккаунт на сервере